# Haliotis barbouri
Haliotis barbouri är en snäckart som beskrevs av Foster 1946. Haliotis barbouri ingår i släktet Haliotis och familjen Haliotididae. Inga underarter finns listade i Catalogue of Life.

## Bildgalleri

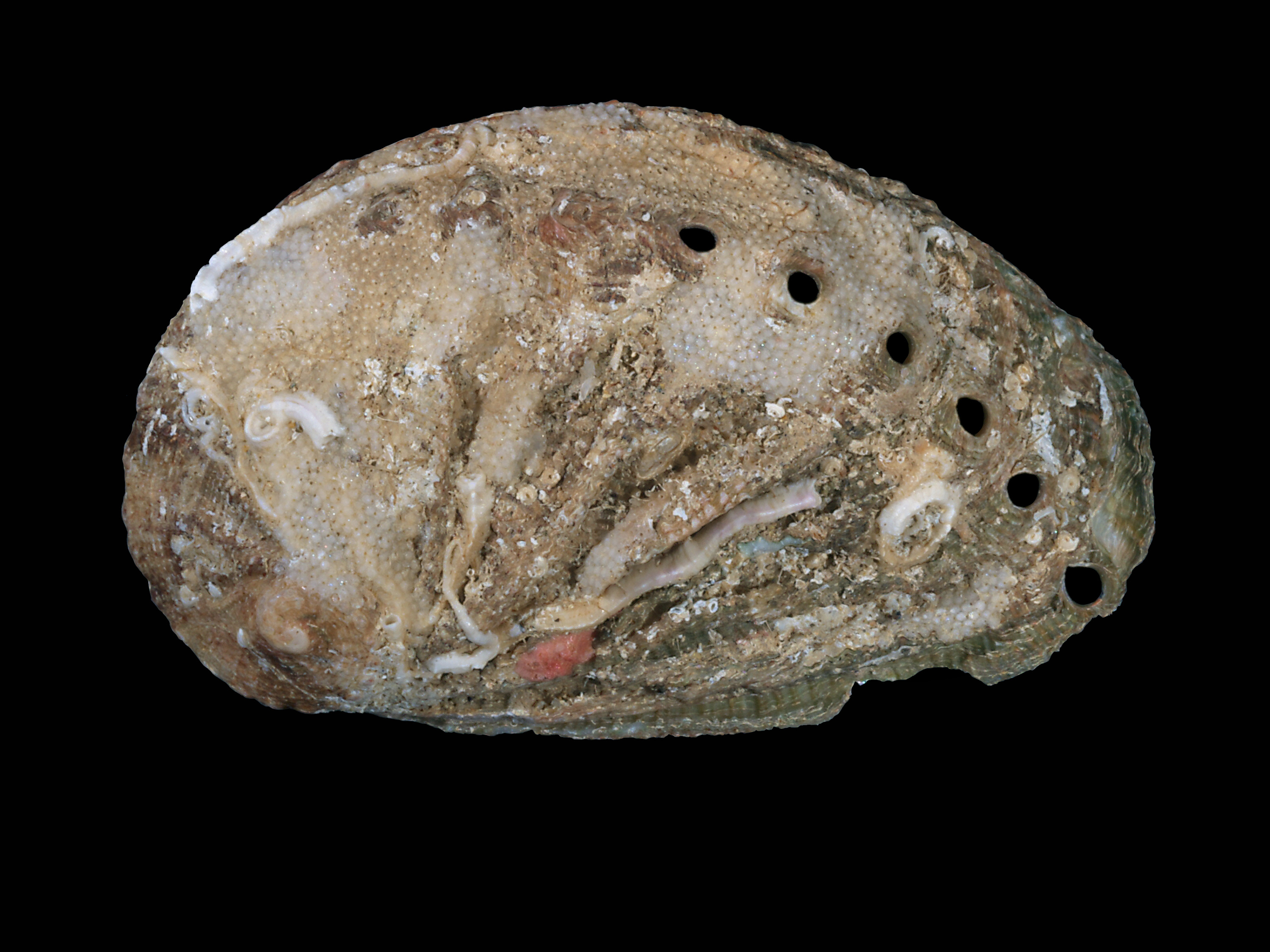